# الرسالة إلى أهل غلاطية
الرسالة إلى أهل غلاطية هي إحدى رسائل العهد الجديد التي تنسب إلى الرسول بولس، وهي موجهة إلى الكنائس في إمارة غلاطية الرومانية – تقع اليوم في تركيا. يدور محتوى هذه الرسالة حول الخلاف الذين كان قائما آنذاك حول ضرورة تقيد المسيحيين ذو الخلفية الوثنية بالشريعة الموسوية أو لا. تعتبر هذه الرسالة من أكثر رسائل بولس الرسول تعمقا في القضايا اللاهوتية وكان لها التأثير الأكبر في الفكر البروتستانتي. تقليديًا فإن الرسالة مكتوبة في كورنثوس، حيثُ كتبها بولس بعد كتابته الرسالة الثانية إلى أهل كورنثوس من مقدونيا، وفي نفس الوقت الذي كان يكتب فيه الرسالة إلى روما من كورنثوس نفسها، ويتضّح ذلك من مقارنة ما ورد في الآيتين 19: 21–22 من سفر أعمال الرسل مع ما ورد في الآية 16:5 من الرسالة الأولى إلى كورنثوس، لكن هناك احتمال آخر وهو أن الرسالة كُتبت من أفسس، وذلك من مقارنة الآيات 18 : 19-23 مع الآية 19:1 من أعمال الرسل. وهناك اختلاف كذلك على تاريخ كتابة الرسالة، فتقول وجهة النظر الأولى أنها كتبت في 49م، بينما تقول الثانية أنها كتبت في 56 أو 57 ويُرجّح آخرون أنها كتبت عام 58م.

## لمحة عن كنيسة غلاطية
من المحتمل أن يكون بولس الرسول هو مؤسس الكنائس الموجودة في غلاطية ولكن من المؤكد أنه مر من هناك وبشر في تلك المنطقة (أعمال 16 : 6)، وبعد أن غادرها جاء إليها من أورشليم مسيحيين ذو أصول يهودية ومتمسكين يتعاليم ديانتهم القديمة حاول هؤلاء أن يفرضوا على المسيحيين الجدد المهتدين من الوثنية شريعة الختان بحجة تثبيتهم في عهد الله، كما أشاعوا بينهم بأن بولس هو من تلاميذ الرسل وليس معادلاً لهم أي أنه لايجب اعتباره رسول شرعي للمسيح فهو لم يره خلال حياته الأرضية. تأثر الغلاطيين بهذه التعاليم وابتدؤوا يحفظون الأعياد اليهودية ولكنهم لم يمارسوا الختان.
ومن هنا جاء هدف كتابة هذه الرسالة وهو رغبة بولس بإثبات شرعية رسوليته وشرح كيفية الخلاص بالمسيح عن طريق النعمة وليس بحرفية الناموس بحسب رأيه.

## تأثير الرسالة في الفكر البروتستانتي
يربط باحثي الكتاب المقدس ما بين مضمون رسالة غلاطية ورسالة روما، فكلتاهما تركزان على قضية البر الإلهي الموهوب للبشر بالنعمة وليس بالبر الذاتي، ولكنهما تختلفان بأن بولس حاول في رسالة روما إرشاد الكنيسة هناك لتنمو في البر الموهوب بالإيمان أما في رسالة غلاطية كان الغلاطيين قد انحرفوا مسبقا عن خط الخلاص بالنعمة وبدؤوا يمارسون إيمانهم متكلين على أعمالهم الذاتية المستندة عى الناموس.
أثرت هذه الرسالة مع رسالة روما بشكل رئيسي على تكوين النظرة البروتستانتية إلى عقيدة الخلاص، حتى أن مارتن لوثر كتب عنها قائلا :«الرسالة إلى الغلاطيين هي رسالة محبوبة تزوجت بها كما تزوجت بقرينتي المحترمة».
قام لوثر بتفسير هذه الرسالة مرتين بشكل مركز، فكانت على مر القرون اللاحقة من أهم المراجع التي اعتمد عليها اللاهوتيين البروتستانت.

## محتوى الرسالة
- في الإصحاح الأول والثاني : مساواة بولس للرسل الإثني عشر واستقلاله عنهم والدفاع عن شرعيته كرسول فقد نال دعوته مباشرة من المسيح. وقد كانت له الحرية والقوة حتى لانتقاد انسياق بطرس لما تصفه الرسالة برياء المسيحيين ذو الأصل اليهودي فيما يتعلق بالتمسك بالشريعة الموسوية.
- في الإصحاح الثالث والرابع : التأكيد على أن الإيمان هو الوسيلة الوحيدة لبلوغ البر وليس طاعة ناموس الحرف.
- في الإصحاح الخامس والسادس : تنبيه المؤمنين من استعمال الحرية الموهوبة لهم بصورة مغايرة لإرادة الله بل تسخيرها في سبيل المحبة الأخوية.

## مواضيع ذات صلة
- الاختلافات النصية في رسالة غلاطية
- بولس